# Patrick McHale
Patrick 'Pat' McHale (nascido em 17 de novembro de 1983) é escritor, artista de storyboard, animador e cineasta independente, mais conhecido por criar a mini-série animada "Over The Garden Wall". É ex-escritor e diretor de criação da série animada Adventure Time do Cartoon Network, para a qual contribuiu durante suas primeiras cinco temporadas.
Patrick McHale se formou no Instituto de Artes da Califórnia em 2006, com um BFA em Animação de Personagens. Cartoon Network Studios em 2007, escrita e storyboards em The Marvelous Misadventures of Flapjack
criativo diretor Nova York No entanto, ele continuou a freelance para o show, proporcionando a entrada na história descreve que concluiu durante o meio da quinta temporada.
Em outubro de 2011, começou a trabalhar no curta de animação Tome of the Unknown, produzido como parte do Programa de Desenvolvimento Shorts do Cartoon Network. Ao contrário dos outros pilotos que acabaram sendo lançado online no Cartoon Network Vídeo , o filme de oito minutos foi selecionado para ser exibido durante o circuito de festivais ao longo de 2013 e início de 2014, acabou pegando o Corwin Award Bruce para Curta de Animação no Santa Barbara Internacional Festival de Cinema . O curta se tornou a base para uma mini-série intitulada Over the Garden Wall , que estreou em novembro de 2014. Teminando-a no mesmo ano com 10 capítulos de dez a onze minutos cada.